# Basselinia tomentosa
Basselinia tomentosa é uma espécie de angiosperma na família Arecaceae. É encontrada apenas na Nova Caledônia.